# Герцог Лейнстер

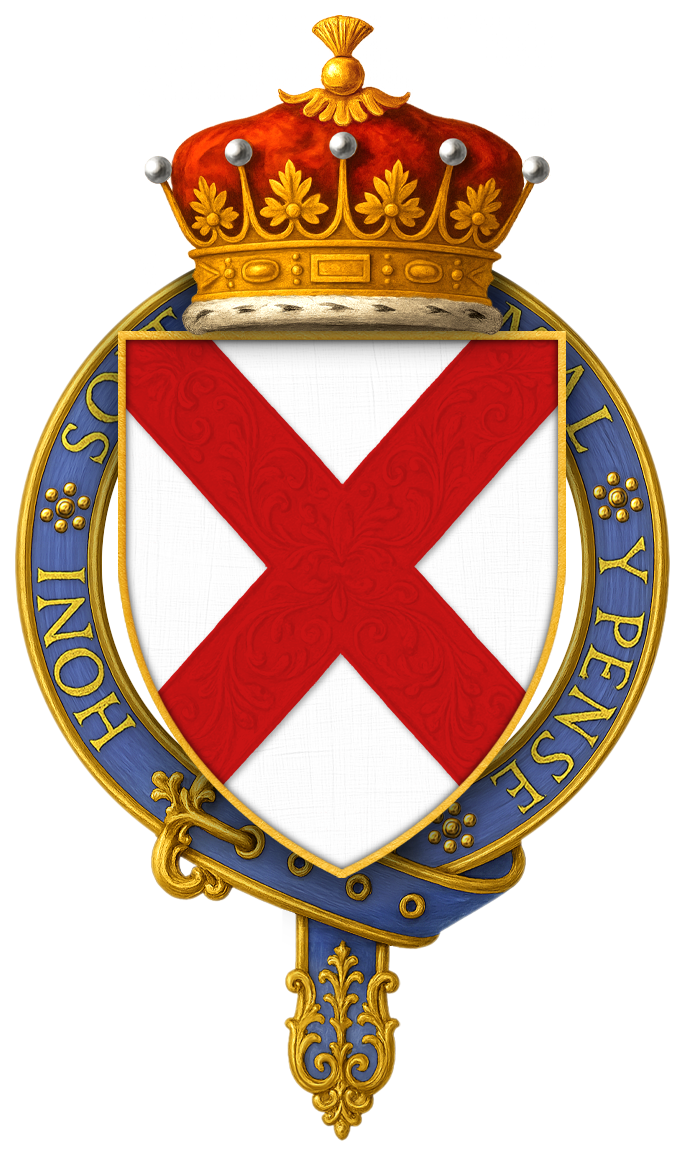
Герб герцогів Лейнстер.

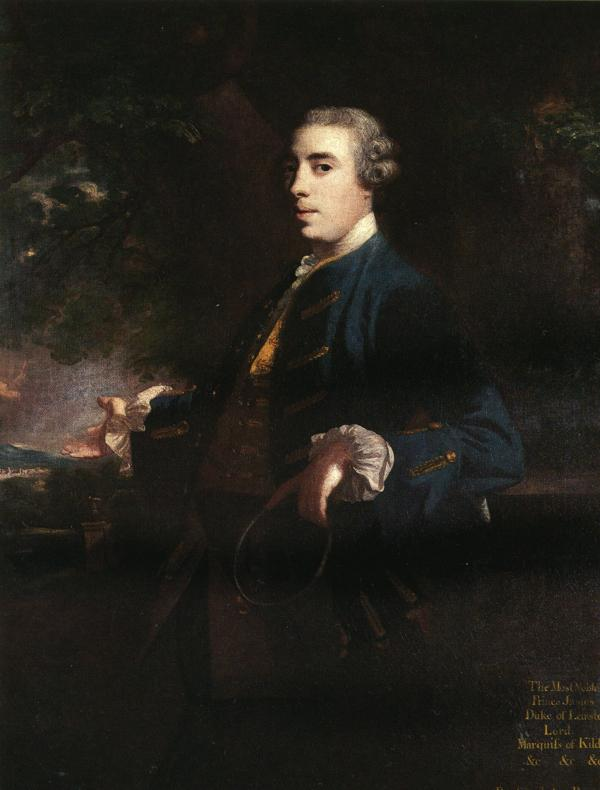
Джеймс Фіцджеральд – І герцог Лейнстер.

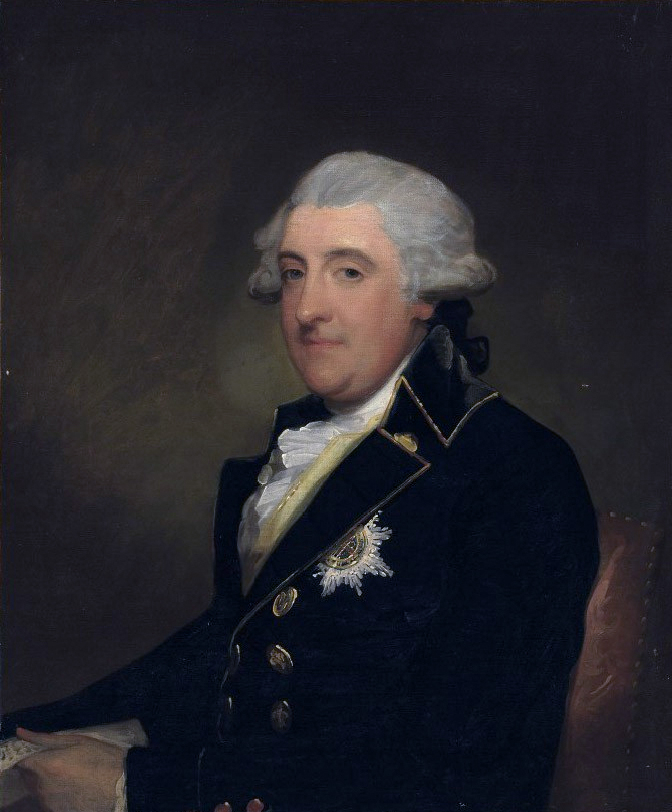
Вільям роберт Фіцджеральд – ІІ герцог Лейнстер.

Герцог Лейнстер (англ. - Duke of Leinster) – аристократичний титул в перстві Ірландії. 

## Титули герцогів Лейнстер
Герцоги Лейнстер крім цього титулу володіли і володіють титулами: маркіз Кілдер (1761), граф Кілдер (1316), граф Оффалі (1761), віконт Лейнстер і Таплоу в графстві Бекінгем (1747), барон Оффалі (1193), барон Оффалі (1620), барон Кілдер з Кілдера в графстві Кілдер (1870). Віконтство Лейнстер належить до Перства Великої Британії, баронство Кілдер — до Перства Об’єднаного Королівства Великобританії та Ірландії, а всі інші титули належать до Перства Ірландії. Ввічливий титул старшого сина та спадкоємця титулу герцога Лейнстер – маркіз Кілдер. Герцог Ленстер є головою дому Кілдер. Генерал ІІІ герцог Шомберг (1641 – 1719) був у свій час нагороджений титулом І герцог Лейнстер у 1691 році. Але цей титул зник після смерті Шомберга в липні 1719 року. 

## Резиденції герцогів Лейнстер
Нинішньою родиною резиденцією герцогів Лейнстер нині є маєток Оклі-Парк, що поблизу Абінгдона, графство Оксфордшир.
Гілка родини Фіцджеральд, якій дарували титул герцогів Лейнстер спочатку жила в замку Мейнут-Кастл, що в графстві Кілдер. У наступні сторіччя родина володіла маєтками у Вотерфорді, а їхньою заміською резиденцією був георгіанський будинок під назвою Картон-Хаус, який замінив замок у графстві Кілдер. У Дубліні граф Кілдер побудував великий таунхаус на південній стороні Дубліна під назвою Кілдер-Хаус. Коли граф Кілдер отримав титул герцога Лейнстер, будинок був перейменований на Лейнстер-Хаус. Одним із його мешканців був лорд Едвард Фіцджеральд, який став іконою борців за незалежність Ірландії через свою участь в Ірландському повстанні 1798 року, що зрештою коштувало йому життя. Будинок Лейнстер-Хаус був проданий у 1815 році. Після того, як майже століття цей будинок був штаб-квартирою Королівського Дублінського товариства, яке проводило своє знамените весняне шоу та виставку коней на своїй території Ірландії, так зване «Ойрехтас Еренн» (ірл. -  Oireachtas Éireann), у цьому будинку розташувався двопалатний парламент нової Ірландської вільної держави. У 1922 році він орендував будинок Лейнстера для тимчасового розміщення парламенту. У 1924 році держава Ірландія купила будівлю для використання парламентом. Герцоги Лейнстер на початку 20 століття втратили все своє майно та багатство. Їхню резиденцію Картон-Хаус було продано і перероблнено на готель, що викликало протести шанувальників історичної спадщини Ірландії. Пізніше резиденція герцогів Лейнстер була в Вотерфорді. Зараз родина герцогів Лейнстер живе в будинку в Рамсдені, графство Оксфордшир.

## Історія герцогів Лейнстер
Джеймс ФітцДжеральд (англ. James FitzGerald, 1st Duke of Leinster; 29 травня 1722 — 19 листопада 1773) — ХХ граф Кілдер, І маркіз Кілдер, І герцог Лейнстер, генерал-лейтенант, ірландський аристократ, лорд Оффалі, віконт Лейнстер, військовий діяч, політик.
Джеймс ФітцДжеральд був сином Роберта ФітцДжеральда — ХІХ графа Кілдер та леді Мері — дочки Вільяма О'Браєна — ІІІ графа Інхіквін.
Джеймс ФітцДжеральд був депутатом парламенту Ірландії — Палати Лордів з 1741 року. У 1744 році він успадкував маєтки, замки та титули свого батька — ХІХ графа Кілдер. У 1746 році він був обраний до Таємної Ради Ірландії. У 1747 році він отримав титули віконта Лейнстер, лорда Таплоу з графства Бекінгем, пера Великої Британії, був обраний депутатом парламенту Великої Британії — Палати Лордів. У 1749—1755 роках Джеймс ФітцДжеральд був лідером Народної партії Ірландії, служив на посаді Генерального майстра боєприпасів в 1758—1766 роках, отримав звання полковника Королівської ірландської артилерії в 1760 році. У 1761 році він отримав звання генерал-майора, а в 1770 році звання генерал-лейтенанта.
У 1761 році він отримав титули графа Оффалі, маркіза Кілдер, пера Ірландії. У 1766 році він отримав титул герцога Лейнстер.
Джеймс ФітцДжеральд одружився з леді Емілі Леннокс, якій на той час було тільки 15 років. Леді Емілі Леннокс (6 жовтня 1731 — 27 березня 1814) — дочка Карла Леннокса — ІІ герцога Річмонд. Шлюб відбувся в Лондоні 7 лютого 1747 року. Вона походить родом від короля Англії Карла II і тому була родичкою короля Англії Георга III (всі вони були нащадками короля Англії та Шотландії Якова VI (Якова I). У Джеймса ФітцДжеральда та леді Емілі було дев'ятнадцять дітей:
- Джордж Фітцджеральд — граф Оффалі (15 січня 1748 — Річмонд-Хаус, 26 вересня 1765)
- Вільям Фітцджеральд — ІІ герцог Лейнстер (Аргінгтон-Палас, Пікаділлі, Лондон, 12 березня 1749 — Картон-Хаус, Кілдер, 20 жовтня 1804).
- Леді Керолайн Фіцджеральд (1750—1754).
- Леді Емілі Мері Фітцджеральд (15 березня 1751 — 8 квітня 1818) — вийшла заміж за Чарльза Кута — І графа Белломонт. У них було п'ятеро дітей, один син, який помер молодий (нар. 1776) і чотири дочки. Емілі померла в Пензанс, Корнуолл в 1818 році, після тривалої хвороби.
- Леді Генрієтта Фіцджеральд (1753—1763).
- Леді Керолайн Фітцджеральд (нар. і пом. 1755).
- Чарльз Фітцджеральд — І барон Лекейл (30 червня 1756 — 30 червня 1810).
- Леді Шарлотта Мері Гертруда Фітцджеральд (29 травня 1758 — 13 вересень 1836) — вийшла заміж за Джозефа Струтта, стала І баронесою Рейлі.
- Леді Луїза Бріджет Фіцджеральд (1760 — 1765).
- Лорд Генрі Фітцджеральд (30 липня 1761 — 8 липня 1829) — генерал, одружився з Шарлоттою Бойл. Нащадки мали прізвище Де Рос.
- Леді Софія Сара Мері Фіцджеральд (1762 — 21 березень 1845)
- Лорд Едвард Фітцджеральд (15 жовтня 1763 — 4 червня 1798).
- Лорд Роберт Стівен Фіцджеральд (1765 — 2 січня 1833) — дипломат, одружився з Софією Шарлоттою Філдінг.
- Лорд Джеральд Фітцджеральд (січень 1766—1788) — служив на флоті, загинув під час катастрофи корабля.
- Лорд Огастес Фіцджеральд (1767—1771).
- Леді Фанні Фіцджеральд (1770—1775).
- Леді Люсі Енн Фіцджеральд (1771—1851) — брала участь в повстанні за незалежність Ірландії в 1798 році, вийшла заміж за адмірала сера Томаса Фолі, який служив під командою лорда Нельсона. У них не було дітей.
- Леді Луїза Фіцджеральд (1772—1776).
- Лорд Джордж Симон Фітцджеральд (16 квітня 1773—1783) — визнаний як син лорда Кілдер, але насправді був біологічним сином наставника його брата — Вільяма Огілві.

Джеймс ФітцДжеральд помер в Лейнстер-Хаусі, Дублін, в листопаді 1773 року в віці 51 рік. Був похований в Кафедральному Соборі міста. Його наступником став його другий син — Вільям — маркіз Кілдер, хоча старший його син був ще живий. Герцогиня Лейнстер одружилась з коханцем Вільямом Огілві в 1774 році, але як і раніше називалась вдовою герцога — герцогинею Лейнстер. У неї було ще троє дітей від наступного чоловіка. Вона померла в Лондоні в березні 1814 року, у віці 82 роки.
У 1999 році Бі-Бі-Сі зняло популярний серіал «Аристократи». Роль Джеймса ФітцДжеральда зіграв Бен Даніелс.

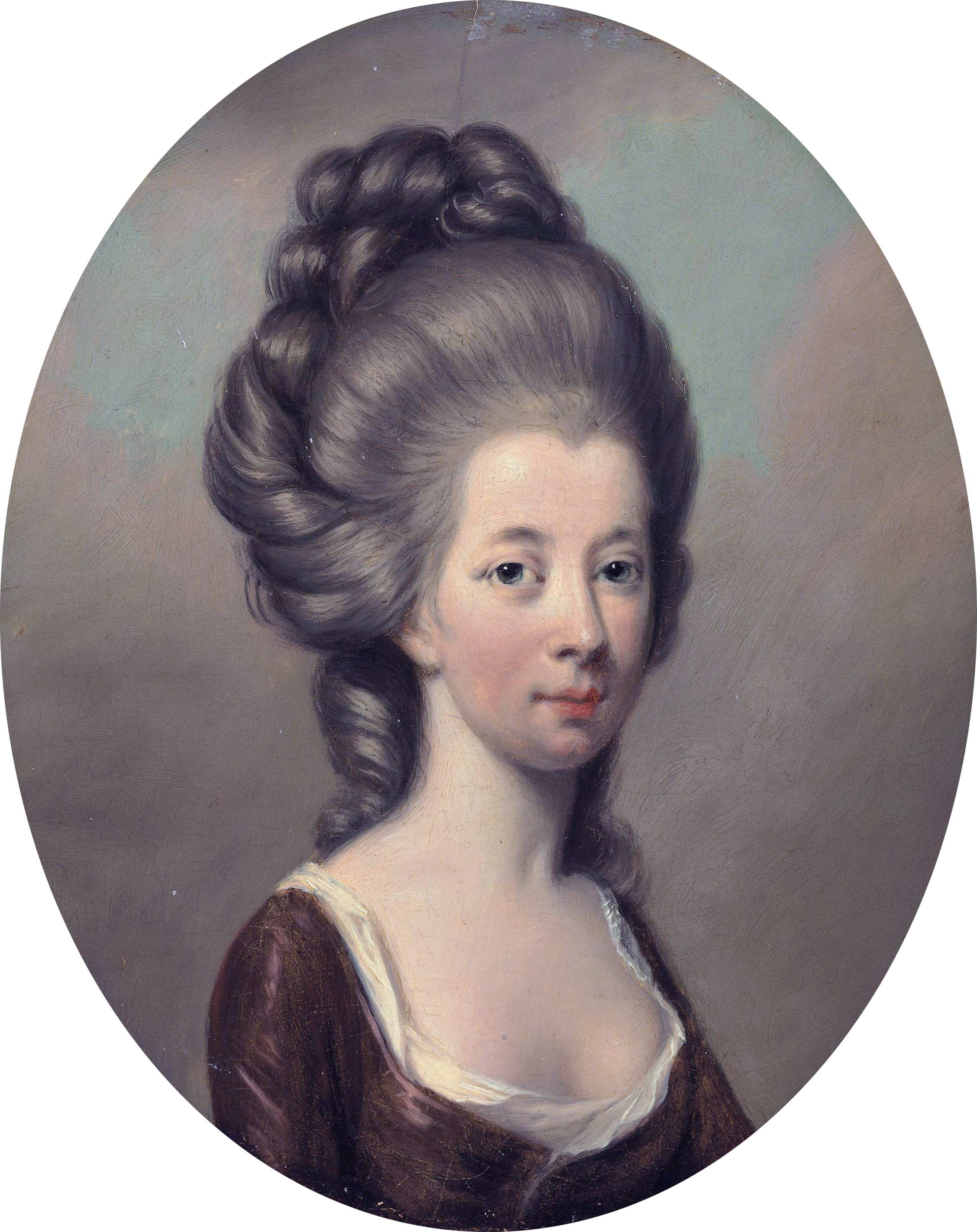
Леді Емілія — герцогиня Лейнстер.

Вільям Роберт Фіцджеральд (англ. William Robert FitzGerald, 2nd Duke of Leinster; 12/13 березня 1749 — 20 жовтня 1804) — ІІ герцог Лейнстер, ірландський аристократ, землевласник, ліберальний політик, депутат парламенту Ірландії, масон, Великий Майстер Великої Ложі Ірландії. Народився в Лондоні.
Вільям Роберт Фіцджеральд був депутатом парламенту Ірландії від міста Дублін в 1767—1773 роках, був депутатом парламенту Ірландії від графства Кілдер та міста Кілдер в 1768—1769 роках. У 1773 році він успадкував титули і маєтки свого батька — Джеймса Фіцджеральда — І герцога Лейнстер. Вільям Роберт Фіцджеральд отримав титул Верховного шерифа графства Кілдер. Політично він був лібералом, підтримував Ірландську патріотичну партію Генрі Греттена. Вільям став засновником Ірландського клубу вігів у 1789 році, він контролював 6 депутатів парламенту Ірландії палати громад. У 1779 році він отримав звання полковника і посаду командира Дублінського полку ірландських добровольців.
Він був масоном, у 1770 році Вільям Роберт Фіцджеральд став Гросмейстером Великої Ложі Ірландії. Цю посаду він займав протягом 2 років. Потім він ще раз був обраний на цю посаду в 1777 році. У 1783 році він був одним з перших лицарів ордену Святого Патріка.
У 1788—1789 роках він займав посаду Магістра Рукописів Ірландії. Це була посада була в першу чергу юридичною посадою. Вільяма Роберта Фіцджеральда звинувачували в некомпетентності під час перебування на цій посаді. У майбутньому вимагали, щоб цю посаду займав тільки професійний юрист.
Вільям Роберт Фіцджеральд був католиком, боровся за емансипацію католиків (у ті часи католики на території Британських володінь були абсолютно безправними), заснував католицьку семінарію в Мейнуті в 1795 році. У 1797 році Вільям Роберт Фіцджеральд залишив політичну діяльність, зайнявся лікуванням своєї хворої дружини, переїхав до Англії і перебував там же під час всього 1798 року, коли всю Ірландію охопило повстання за незалежність Ірландії.
Вільям Роберт Фіцджеральд був другим сином Джеймса Фіцджеральда — І герцога Лейнстер та леді Емілі Мері Леннокс. Хоча старший син був на той час живий, саме Вільям успадкував титули і володіння батька. 4 — 7 листопада 1775 року Вільям одружився з високоповажною Емілією Олівією Ашер Сент-Джордж — дочки Джорджа Сент-Джорджа — І барона Сент-Джордж та леді Елізабет Домінік. Його дружина Емілі померла в Лондоні 23 червня 1798 року. Вільям Роберт Фіцджеральд був старшим братом лорда Едварда Фіцджеральда — борця за свободу Ірландії, революціонера, що віддав життя за свободу Ірландії під час повстання 1798 року. Вільям був кузеном англійського ліберального політика Чарльза Джеймса Фокса. У шлюбі з Емілією Вільям мав наступних дітей:
- леді Мері Ребекка Фіцджеральд (6 травня 1777 — 28 вересня 1842) — одружилась 15 квітня 1799 року з сером Чарльзом Локхарт-Россом — VII баронетом Локхарт-Росс (пом. 8 лютого 1814)
- леді Емілі Елізабет Фіцджеральд (13 травня 1778 — 9 лютого 1856) — одружилась 13 березня 1801 року з Джоном Джозефом Генрі Страффаном (пом. 28 червня 1846)
- Джордж Фіцджеральд — маркіз Кілдер (20 червня 1783 — 10 лютого 1784)
- леді Сесілія Олівія Джеральдін Фіцджеральд (3 березня 1786 — Лондон, 27 липня 1863) — одружилась з Бойлом Фармом в місті Кінгстон-на-Темзі 18 серпня 1806 Томас Фолі. Бойл Фарм був ІІІ бароном Фолі (22 грудня 1780 — Лондон, 16 квітня 1833)
- леді Олівія Летиція Кетрін Фіцджеральд (9 вересня 1787 — Ванна, 28 лютого 1858) — одружилась в Лондоні 8 травня 1806 року з Чарльзом Кіннайрдом — VIII бароном Кіннайрд (12 квітня 1780 — Брайтон, 12 грудня 1826)
- Огастес Фіцджеральд — ІІІ герцог Лейнстер (1791—1874) — одружився з леді Шарлоттою Августою Стенхоуп (1793—1859)
- лорд Вільям Чарльз О'Браєн Фіцджеральд (4 січня 1793 — 8 грудня 1864) — одружився і мав дітей: Джеральдін Сідней Фіцджеральд (пом. в 1896). У другому шлюбі (2 жовтня 1855) був син Генрі Вільям Педжет Батлер (28 квітня 1831 — 14 листопад 1913)
- леді Ізабелла Шарлотта Фіцджеральд (пом. в 1868 року) — одружилась 1 червня 1809 року з генерал-майором Луїсом Гаєм Чарльзом Гійомом де Роан-Шабо — графом де Жарнак (1780—1875)
- леді Елізабет Фіцджеральд (пом. 28 лютого 1857) — одружилась 22 липня 1805 року з сером Едвардом Бейкером — І баронетом Бейкер (пом. 1825)

Вільям Роберт Фіцджеральд був власником замків та палаців. Останні роки життя він жив і помер в замку Кілкеа, що в графстві Кілдер. Він був власником палацу Лейнстер-Хаус, що в Дубліні. У цьому палаці засідав парламент Ірландії. Нині саме в цьому будинку теж засідає нинішній парламент Ірландії. Він був одним із засновників ордена Святого Патріка в 1783 році і Королівської ірландської академії (1785). Він був інвестором компанії «Роял Канал», що почала роботу в 1790 році. Він володів 60 000 акрами землі в графстві Кілдер — біля замків Мейнут, Ратанган і Ахі. Він перебудував головний міст в Ахі через річку Барроу.

### Герцоги Лейнстер (1766)
- Джеймс ФітцДжеральд (1722—1773) — І герцог Лейнстер, старший син ХІХ графа Кілдер
- Вільям ФітцДжеральд (1749—1804) — ІІ герцог Лейнстер, другий син І герцога Лейнстер
- Джордж ФітцДжеральд (1783—1784) — маркіз Кілдер, старший син ІІ герцога Лейнстер, помер в дитинстві
- Огастес Фітцджеральд (1791—1874) — ІІІ герцог Лейнстер, другий син ІІ герцога Лейнстер
- Чарльз ФітцДжеральд (1819—1887) — IV герцог Лейнстер, старший син III герцога Лейнстер
- Джеральд ФітцДжеральд (1851—1893) — V герцог Лейнстер, старший син IV герцога Лейнстер
- Моріс ФітцДжеральд (1887—1922) — VI герцог Лейнстер, старший син V герцога Лейнстер, помер неодруженим
- Едвард ФітцДжеральд (1892—1976) — VII герцог Лейнстер, третій і молодший син V герцога Лейнстер
- Джеральд ФітцДжеральд (1914—2004) — VIII герцог Лейнстер, єдиний законний син VII герцога Лейнстер
- Моріс ФітцДжеральд (1948 р. н.) — ІХ герцог Лейнстер, старший син VIII герцога Лейнстер
- Томас ФітцДжеральд (1974—1997) — граф Оффалі, єдиний син ІХ герцога Лейнстер, загинув в автомобільній катастрофі
- Спадкоємець титулу — лорд Джон ФітцДжеральд (1952 р. н.)